# Бусо VII фон Алвенслебен
Бусо VII фон Алвенслебен (на немски: Busso VII von Alvensleben; † ок. 1495) е благородник от род Алвенслебен, господар на замък Калбе в град Калбе на река Милде и Хундисбург (в Халденслебен) в Алтмарк в Саксония-Анхалт, бранденбургски обермаршал (1464), ландехауптман на Алтмарк (1471) и фелдхауптман във войните Глогау-Кросен, 1470 г. щатхалтер на Маркграфство Бранденбург. Той е споменат в документи (1441 – 1495).

## Биография
Той е вторият син на Лудолф III фон Алвенслебен († сл. 1437) и съпругата му Армгард/Ермгард фон Хонлаге (* ок. 1396). Брат е на Лудолф IV фон Алвенслебен (1421 – 1476) и Гебхард XII/XVI († 1494).
През 1443 г. Бусо, заедно с по-големия му брат Лудолф IV и съпругата му Анна фон Бюлов († 1473), е приет от курфюрст Фридрих II фон Бранденбург в „Лебедовия (Шванен)-ордена“. През 1464 г. той става рицар и бранденбургски обермаршал. През 1471 г. е хауптман на Алтмарк. През войните Глогау-Кросен той се отличава като фелдхауптман. За награда той получава през 1479 г. от курфюрст Албрехт Ахилес собствености за цялата фамилия в Маркграфство Бранденбург. По този случай на 15 май 1479 г. се състои първото събрание на фамилията Алвенслебен в замък Калбе, на което се определя реда на наследството и грижите за вдовиците и дъщерите по отделно. Така след 74 години след измирането на „Червената линия“ през 1553 г. Еркслебен остава на род Алвенслебен.
Около 1900 г. за него се поставя паметник на „Зигесалее“ в Берлин-Тиргартен до курфюрст Йохан Цицерон (1486 – 1499) и Айтелволф фон Щайн. Скулпторът Алберт Манте прави паметника му по общите черти на лицата и фигурите на трима живи тогава фон Алвенслебен.

## Фамилия
Бусо VII фон Алвенслебен се жени за Мета фон Алтен. Те имат двама сина и две дъщери:
- Лудолф фон Алвенслебен († 20 април 1525/24 юни 1530), рицар, женен за Анна Молтке († сл. 1522); има шест деца
- Корд фон Алвенслебен († 1504/1506), женен I. за Беата, II. за Катарина фон дер Люе; няма деца
- Армгард фон Алвенслебен, омъжена I. за Фриц фон дер Шуленбург, II. за Георг Ребок, III. за Зигфрид Шенк
- Гертруд фон Алвенслебен, омъжена за Гюнцел фон Велтхайм